# Piero Bertolini
Pour les articles homonymes, voir Bertolini.
 (octobre 2020).
Pierluigi Bertolini, plus souvent prénommé Piero (Turin, 30 avril 1931 – Bologne, 16 septembre 2006), est un pédagogue italien et philosophe de l'éducation.

## Biographie
Ayant grandi dans une famille de la petite bourgeoisie aux sentiments politiques antifascistes, la relation intellectuelle avec sa mère et son oncle maternel Ludovico Geymonat a influencé sa formation culturelle. Après ses études secondaires et l'obtention de son baccalauréat à Milan, il est diplômé en philosophie à l'Université de Pavie sous la direction de Gustavo Bontadini, un des principaux représentants du mouvement néothomiste et Enzo Paci l'un des représentants les plus importants de l'existentialisme en Italie avec une approche philosophique husserlienne .
La pratique du scoutisme, célèbre mouvement de jeunesse qui a pour but de former le caractère des enfants et à construire leurs personnalités tout en contribuant à leur développement physique, mental et spirituel, a été pour Bertolini une initiation à la pratique pédagogique active et, pour le développement de sa propre pensée, une expérience fondamentale  .
Une autre occasion de pouvoir développer le projet d'une pratique pédagogique a été le poste de directeur de la prison pour mineurs milanaise Cesare Beccaria pendant dix ans (1958-1968) où Bertolini a pu expérimenter avec succès des innovations pédagogiques basées sur le principe de l'institution ouverte.
En 1968, il remporte le concours de la chaire de pédagogie à l'Université de Catane puis est rattaché à la Faculté d'éducation de Bologne où il reste en poste de 1969 jusqu'au 16 septembre 2006, année de sa mort. L'enseignement de Bertolini, doyen de la Faculté d'éducation, aura une grande importance dans  les conflits idéologiques présents en 1977 à l'Université de Bologne  .
La pièce maîtresse de sa pensée pédagogique était le concept de pédagogie scientifique inspiré de la phénoménologie husserlienne et de l'attitude optimiste dans la pratique de la pédagogie:

« ... un véritable éducateur ne peut être qu'optimiste, bien que naturellement je ne parle pas d'un optimisme vague, purement émotionnel, sentimental... parce que l'optimisme signifie faire confiance aux autres et en particulier faire confiance à l'enfant, au garçon. Si un éducateur est optimiste, il est amené à aider l'enfant à être lui aussi optimiste, c'est-à-dire à s'orienter vers un mode de vie qui le voit actif, conscient de pouvoir intervenir dans la réalité pour la transformer, la transformer en quelque chose de mieux. »

— Piero Bertolini, L'ottimismo dell'educatore, Articolo gennaio-febbraio 2002

## Œuvres
- Phénoménologie et pédagogie, avec une préface d' Enzo Paci, Bologne, Malipiero Editore, 1958.
- Pour une pédagogie du garçon difficile, Bologne, Malipiero Editore, 1965.
- Dictionnaire de psycho-pédagogie, Milan, éditions Bignami, 1969.
- Dictionnaire de psycho-socio-pédagogie, Milan, Bruno Mondadori, 1980.
- L'existence pédagogique. Raisons et limites d'une pédagogie en tant que science phénoménologiquement fondée , Florence, La nouvelle Italie, 1988.  (ISBN 88-221-0436-6)
- Dictionnaire de la pédagogie et des sciences de l'éducation, Bologne, Zanichelli Editore, 1996.  (ISBN 88-08-09050-7)
- Pédagogie phénoménologique. Genèse, développement, horizons , Florence, La Nouvelle Italie, 2001.  (ISBN 88-221-3986-0)
- Éducation et politique, Milan, Raffaello Cortina Editore, 2003.  (ISBN 88-7078-824-5)
- Sur un pied d'égalité. Pédagogie en comparaison avec les autres sciences sociales , Turin, UTET, 2005.  (ISBN 88-7750-996-1)
- Pour un lexique de pédagogie phénoménologique (édité par), Trento, Erikson Editions, 2006.  (ISBN 88-7946-825-1)